# Macrohelodes montanus
Macrohelodes montanus is een keversoort uit de familie moerasweekschilden (Scirtidae). De wetenschappelijke naam van de soort werd in 1919 gepubliceerd door Arthur Mills Lea.